# Podział administracyjny Tasmanii
Stan Tasmania dzieli się na 29 jednostek obszaru samorządu lokalnego (ang. local government area). Występują dwa rodzaje samorządów:

Podział administracyjny Tasmanii

- miasta (ang. cities)
- gminy (ang. municipalities)

| Samorządy Terytorialne | Stolica      | Powierzchnia [km²] | Populacja (czerwiec 2006) | Gęstość zaludnienia |
| ---------------------- | ------------ | ------------------ | ------------------------- | ------------------- |
| Break O’Day            | Saint Helens | 3809,8             | 6218                      | 1,6                 |
| Brighton               | Brighton     | 168                | 14329                     | 85,3                |
| Central Coast          | Ulverstone   | 931,1              | 21259                     | 22,8                |
| Central Highlands      | Hamilton     | 7976,4             | 2316                      | 0,3                 |
| Circular Head          | Smithton     | 4917               | 8188                      | 1,7                 |
| City of Burnie         | Burnie       | 618                | 19701                     | 31,9                |
| City of Clarence       | Rosny Park   | 386                | 50808                     | 131,6               |
| City of Devonport      | Devonport    | 116                | 24880                     | 214,5               |
| City of Glenorchy      | Glenorchy    | 120                | 44179                     | 368,2               |
| City of Hobart         | Hobart       | 76,2               | 49556                     | 650,3               |
| City of Launceston     | Launceston   | 1405               | 64620                     | 46                  |
| Derwent Valley         | New Norfolk  | 4111               | 9692                      | 2,4                 |
| Dorset                 | Scottsdale   | 3196               | 7253                      | 2,3                 |
| Flinders               | Whitemark    | 1333               | 881                       | 0,7                 |
| George Town            | George Town  | 652,6              | 6744                      | 10,3                |
| Glamorgan Spring Bay   | Triabunna    | 2522               | 4329                      | 1,7                 |
| Huon Valley            | Huonville    | 5497               | 14442                     | 2,6                 |
| Kentish                | Sheffield    | 1187               | 5965                      | 5                   |
| King Island            | Currie       | 1100               | 1703                      | 1,5                 |
| Kingborough            | Kingston     | 717                | 31706                     | 44,2                |
| Latrobe                | Latrobe      | 550                | 8888                      | 16,2                |
| Meander Valley         | Westbury     | 3821               | 18938                     | 5                   |
| Northern Midlands      | Longford     | 5130               | 12505                     | 2,4                 |
| Sorell                 | Sorell       | 582,6              | 12131                     | 20,8                |
| Southern Midlands      | Oatlands     | 2561               | 5845                      | 2,3                 |
| Tasman                 | Nubeena      | 660                | 2317                      | 3,5                 |
| Waratah-Wynyard        | Wynyard      | 1187               | 13815                     | 11,6                |
| West Coast             | Zeehan       | 9574,5             | 5171                      | 0,5                 |
| West Tamar             | Beaconsfield | 689                | 21543                     | 31,3                |